# Adolf Stöber

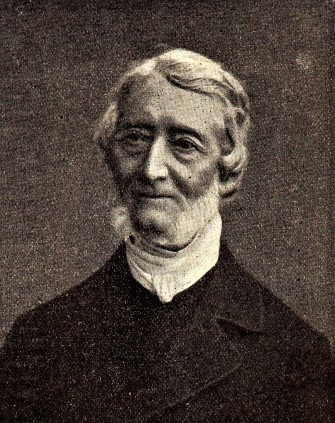

Adolf Ludwig Stöber, född den 7 juli 1810 i Strassburg, död där den 8 november 1892, var en tysk författare. Han var son till Daniel Ehrenfried Stöber och bror till August Stöber.
Stöber var kyrkoherde och överskolråd. Han var även en betydande humoristisk dialektskald och utgav bland annat Gedichte (1845; andra upplagan 1893).